# Manchester (New Hampshire)
Manchester – miasto w Stanach Zjednoczonych, w stanie New Hampshire, nad rzeką Merrimack.

## Gospodarka
W mieście rozwinął się przemysł włókienniczy, skórzano-obuwniczy, metalowy oraz odzieżowy.

## Sport
- Manchester Monarchs – klub hokejowy

## Miasta partnerskie
- Nashville
- Neustadt an der Weinstraße